# Ватанабэ, Кэн
Кэнса́ку «Кэн» Ватана́бэ (яп. 渡辺 健作 Ватанабэ Кэнсаку, род. 21 октября 1959) — японский актёр театра, кино и телевидения. За рубежом наиболее известен ролями предводителя повстанцев и даймё Кацумото в фильме «Последний самурай», генерала Курибаяси в фильме «Письма с Иводзимы» и предпринимателя Сайто в фильме «Начало». Многократный лауреат премии Японской киноакадемии, номинант на премии «Оскар» и «Золотой глобус» в категории «лучшая мужская роль второго плана» в 2004 году, за роль в фильме «Последний самурай».

## Ранние годы
Кэн Ватанабэ родился в Коидэ (префектура Ниигата) в семье школьной учительницы и учителя каллиграфии. Сестра Кэна — актриса Юки Ватанабэ. Кэн навещает своих племянника и племянницу Мишель и Майю Ватанабэ в Нью-Йорке.
Он учился в средней школе Коидэ, где был членом клуба концертного оркестра, играл на трубе. 
Окончив среднюю школу в 1978 году, Ватанабэ переехал в Токио, чтобы начать свою актерскую карьеру, поступив в драматическую школу при театральной труппе «Энгеки-Сюдан Эн». Работая в труппе, он получил роль главного героя в пьесе «Симодани Манненчо Моногатари» режиссера Юкио Нинагавы. 
У Кэна двое детей от брака с Юмико Ватанабэ. Его сын Дай Ватанабэ (род. 1984) актёр, дочь Анна Ватанабэ (род. 1986) — актриса и модель. 
Вторая жена Кахо Минами тоже актриса.
В 1989 году у Ватанабэ диагностировали острый миелоидный лейкоз. Рак вернулся в 1994 году, но позже он выздоровел. 
В 2016 году успешно перенёс лапароскопическую операцию по удалению рака желудка в ранней стадии. 
Ватанабэ дважды был удостоен премии Японской киноакадемии за лучшую мужскую роль — в драме 2006 года «Воспоминания о завтра» режиссёра Юкикихко Цуцуми и драме 2009 года «Солнце, которое не светит» режиссёра Сэцуро Вакамацу. Ватанабэ был также номинирован на эту премию за роль в японском ремейке фильма Клинта Иствуда «Непрощённый», вышедшем в 2013 году. Также Ватанабэ получил премию Японской киноакадемии за лучшую мужскую роль второго плана в фильме 2020 года «Фукусима».

## Фильмография
- 1984 — Дети Макартура / MacArthur’s Children — Тэцуо
- 1984 — Bruce’s Fists of Vengeance
- 1985 — Kekkon Annai Mystery
- 1985 — Одуванчик / Tampopo  — Ган
- 1986 — Море и яд / The Sea and Poison  — Тода
- 1987 — Одноглазый даркон Масамунэ  — Масамуне
- 1987 — Commando Invasion
- 1988 — Karate Warrior 2
- 1991 — Наивная история бакумацу  — Ryouma Sakamoto
- 1992 — Ода Нобунага  — Ода Нобунага
- 1995 — Гокенин Занкуро  — Занкуро
- 1998 — Welcome Back, Mr. McDonald — Raita Onuki, the truck driver
- 2000 — Космические путешественники / Space Travellers
- 2000 — Ikebukuro West Gate Park
- 2001 — Гэндзи: Тысячелетняя любовь / Genji: A Thousand-Year Love
- 2003 — Последний самурай  — Морицугу Кацумото
- 2003 — T.R.Y.
- 2002 — И снова засияет солнце  — Окубо
- 2004 — Песочный замок / Castle of Sand
- 2005 — Мемуары гейши / Memoirs of a Geisha  — Председатель
- 2005 — Бэтмен: Начало — фальшивый Ра’с аль Гул
- 2005 — игра Batman Begins — фальшивый Ра’с аль Гул (озвучивание)
- 2005 — Год на севере / Year One in the North —  Hideaki Komatsubara
- 2006 — Воспоминания о завтра — Masayuki Saeki
- 2006 — Письма с Иводзимы — генерал Тадамити Курибаяси
- 2007 — Земля
- 2009 — Солнце, которое не светит — Hajime Onchi
- 2009 — История одного вампира — мистер Талл
- 2010 — Шанхай — Танака
- 2010 — Начало — Сайто
- 2012 — Космический корабль «Хаябуса»: Долгий путь домой / はやぶさ 遥かなる帰還
- 2013 — Непрощённый / 許されざる者 — Jubei Kamata
- 2014 — Годзилла — доктор Исиро Сэридзава[4]
- 2014 — Трансформеры: Эпоха истребления — Дрифт (голос)
- 2015 — Море деревьев — Takumi Nakamura
- 2016 — Гнев /Ikari — Yohei Maki
- 2017 — Счастливые воспоминания  — Taro Miura
- 2017 — Трансформеры: Последний рыцарь — Дрифт (голос)
- 2018 — Бельканто — Кацуми Хосокава
- 2019 — Годзилла 2: Король монстров — доктор Исиро Сэридзава
- 2019 — Покемон. Детектив Пикачу — детектив Хидэо Ёсида
- 2020 — Фукусима — Масао Ёсида
- 2022 — Полиция Токио — детектив Хирото Катагири
- 2023 — Создатель — Харун
- 2025 — Национальное достояние — Hanjiro Hanai